# Выборы в Верховный Совет РСФСР (1985)
Безальтернативные выборы в Верховный Совет РСФСР XI-го созыва прошли 24 февраля 1985 года.

## Ход выборов
Выборы в IX-й созыв ВС РСФСР проходили согласно Положению о выборах в Верховный Совет РСФСР, утвержденному указом президиума Верховного совета РСФСР от 8 августа 1978 года.
В выборах приняло участие 101 058 205 человек (явка — 99,97 %). За кандидатов проголосовало 100 989 507 человек (99,93 %).

## Итог
| Состав XI-го созыва ВС РСФСР | Состав XI-го созыва ВС РСФСР | Состав XI-го созыва ВС РСФСР | Состав XI-го созыва ВС РСФСР | Состав XI-го созыва ВС РСФСР |
| Партия                       | Голосов                      | %                            | Мест                         | Изменение                    |
| ---------------------------- | ---------------------------- | ---------------------------- | ---------------------------- | ---------------------------- |
| КПСС                         | N/A                          | 63,3 %                       | 649                          | ▼                            |
| Беспартийные                 | N/A                          | 36,7 %                       | 326                          | ▲                            |
| Общий результат              | 100 989 507                  | 100                          | 975                          | ▬ без изменений              |

В состав было избрано 349 рабочих, 143 колхозника (32 председателя колхозов), 55 руководителей и специалистов предприятий и организаций, 66 работников науки, культуры, литературы, искусства, просвещения, здравоохранения и печати, 199 работников государственных органов, 145 партийных, профсоюзных и комсомольских работников, 29 военнослужащих. Было избраны 344 женщины (35,3 % от общего числа депутатов).